# Agnese di Rheinfelden
Agnese di Rheinfelden (1065 circa – 19 dicembre 1111) era la figlia di Rodolfo di Rheinfelden e di Adelaide di Savoia e la moglie di Bertoldo II di Zähringen.

## Biografia
Agnese era la figlia di Rodolfo di Rheinfelden, duca di Svevia e anti-re di Germania, e di sua moglie Adelaide di Savoia. Le sue sorelle erano Berta di Rheinfelden, contessa di Kellmünz e Adelaide di Rheinfelden, regina consorte dell'Ungheria. Nel 1079, poco dopo la morte di sua madre, Agnese sposò Bertoldo II di Zähringen. Dopo la morte di suo padre, Rodolfo, nel 1080, e di sua sorella, Adelaide, e suo fratello, Bertoldo di Rheinfelden, entrambi morti nel 1090, Agnese ereditò gran parte delle proprietà della sua dinastia natale. 
Agnese fu la fondatrice dell'abbazia di San Pietro nella Foresta Nera, luogo di sepoltura per i membri della dinastia di suo marito (i Zähringer). 
Agnese e suo marito morirono a pochi mesi l'uno dall'altro, nel 1111. Furono entrambi sepolti nell'abbazia di San Pietro nella Foresta Nera, l'abbazia da loro fondata, che divenne il principale luogo di sepoltura della loro dinastia.

## Matrimonio e figli
Agnese ebbe almeno otto figli con Bertoldo II, tra cui quattro figli e quattro (o forse cinque) figlie: 
- Bertoldo (nato attorno al 1080);
- Rodolfo II (1082 circa-1111), conte di Rheinfelden;
- Bertoldo III, duca di Zähringen (r.1111-1122), succeduto da suo fratello, Corrado I;
- Corrado I, duca di Zähringen;
- Agnese († dopo l'8 gennaio 1125), che sposò Guglielmo II di Borgogna-Besançon;
- Liutgarda (morta giovane);
- Petrissa (1095 circa-prima del 1116), che sposò Federico I di Pfirt;
- Liutgarda (1098 circa-25 marzo 1131), che sposò Goffredo di Calw;
- Giuditta (nata nel 1100 circa), sposò Ulrico II di Gammertingen.

## Ascendenza
|                       |                      |                      | Genitori             |  |  | Nonni |  |  | Bisnonni |  |  | Trisnonni |  |
|                       |                      |                      |                      |  |  |       |  |  | …        |  |  | …         |  |
|                       |                      |                      |                      |  |  |       |  |  | …        |  |  | …         |  |
|                       |                      | …                    |                      |  |  |       |  |  | …        |  |  |           |  |
| Kuno di Rheinfelden   |                      |                      |                      |  |  |       |  |  | …        |  |  |           |  |
|                       |                      | …                    | …                    |  |  |       |  |  |          |  |  |           |  |
|                       |                      | …                    | …                    |  |  |       |  |  |          |  |  |           |  |
|                       |                      | …                    | …                    |  |  |       |  |  |          |  |  |           |  |
| Rodolfo di Svevia     |                      | …                    |                      |  |  |       |  |  |          |  |  |           |  |
|                       |                      | …                    | …                    |  |  |       |  |  |          |  |  |           |  |
|                       |                      | …                    | …                    |  |  |       |  |  |          |  |  |           |  |
|                       |                      | …                    | …                    |  |  |       |  |  |          |  |  |           |  |
| …                     |                      | …                    |                      |  |  |       |  |  |          |  |  |           |  |
|                       |                      | …                    | …                    |  |  |       |  |  |          |  |  |           |  |
|                       |                      | …                    | …                    |  |  |       |  |  |          |  |  |           |  |
|                       |                      | …                    | …                    |  |  |       |  |  |          |  |  |           |  |
| Agnese di Rheinfelden |                      | …                    |                      |  |  |       |  |  |          |  |  |           |  |
|                       | Umberto I Biancamano | …                    |                      |  |  |       |  |  |          |  |  |           |  |
|                       | Umberto I Biancamano | …                    |                      |  |  |       |  |  |          |  |  |           |  |
|                       | Umberto I Biancamano | …                    |                      |  |  |       |  |  |          |  |  |           |  |
| Oddone di Savoia      | Umberto I Biancamano |                      |                      |  |  |       |  |  |          |  |  |           |  |
|                       |                      | Ancilla d'Aosta      | …                    |  |  |       |  |  |          |  |  |           |  |
|                       |                      | Ancilla d'Aosta      | …                    |  |  |       |  |  |          |  |  |           |  |
|                       |                      | Ancilla d'Aosta      | …                    |  |  |       |  |  |          |  |  |           |  |
| Adelaide di Savoia    |                      | Ancilla d'Aosta      |                      |  |  |       |  |  |          |  |  |           |  |
|                       |                      | Olderico Manfredi II | Olderico Manfredi I  |  |  |       |  |  |          |  |  |           |  |
|                       |                      | Olderico Manfredi II | Olderico Manfredi I  |  |  |       |  |  |          |  |  |           |  |
|                       |                      | Olderico Manfredi II | Prangarda di Canossa |  |  |       |  |  |          |  |  |           |  |
| Adelaide di Susa      |                      | Olderico Manfredi II |                      |  |  |       |  |  |          |  |  |           |  |
|                       |                      | Berta di Milano      | …                    |  |  |       |  |  |          |  |  |           |  |
|                       |                      | Berta di Milano      | …                    |  |  |       |  |  |          |  |  |           |  |
|                       |                      | Berta di Milano      | …                    |  |  |       |  |  |          |  |  |           |  |
|                       |                      | Berta di Milano      |                      |  |  |       |  |  |          |  |  |           |  |